# Nicolaus Gothzelius
Nicolaus Gothzelius, född 1 september 1613 i Hällestads socken, död 1682 i Skeppsås socken, var en svensk kyrkoherde i Gryts församling, Odensvi församling och Skeppsås församling.

## Biografi
Nicolaus Gothzelius föddes 1 september 1613 i Hällestads socken. Han var son till hammarsmeden Olof. Gothzelius blev i september 1633 student vid Uppsala universitet, Uppsala och prästvigdes 14 december 1639. Han blev 1640 komminister i Hällestads församling och 1652 krigspräst vid Östgöta infanteriregemente. Gothzelius blev 1656 kyrkoherde i Gryts församling och 1658 kyrkoherde i Odensvi församling. Han blev genom kunglig fullmakt kyrkoherde i Skeppsås församling år 1676. Gothzelius avled 1682 i Skeppsås socken.

### Familj
Gothzelius gifte sig 17 juli 1636 med Ingeborg Larsdotter som var från en adlig släkt. De fick tillsammans barnen Olof Gottfelt (1636–död under 1700-talet), Kerstin (född 1639), Elisabeth (1642–1711), Anna, Margareta och Maria (1652–1742).